# アパスマーラ

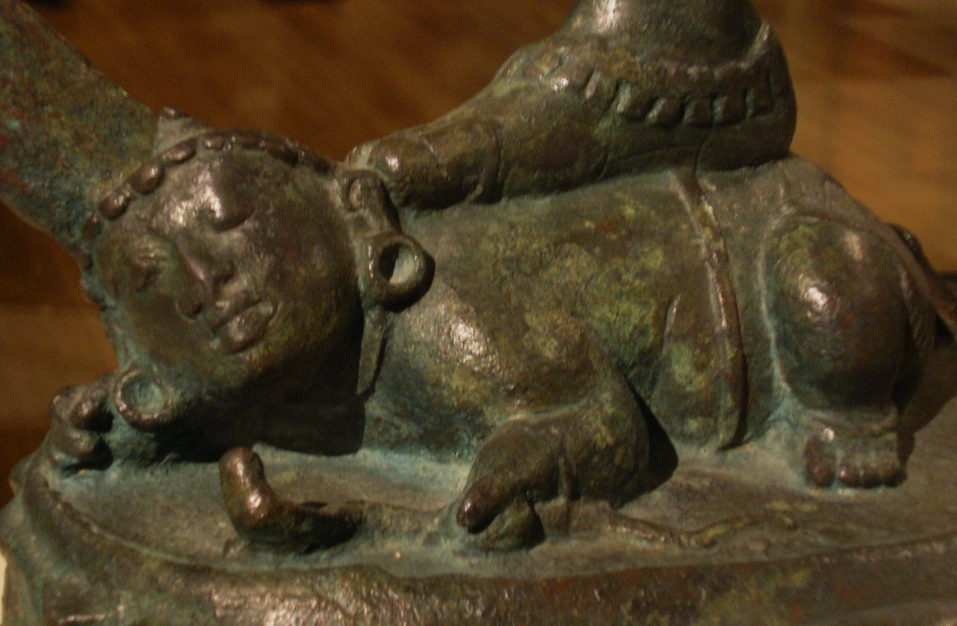
アパスマーラ

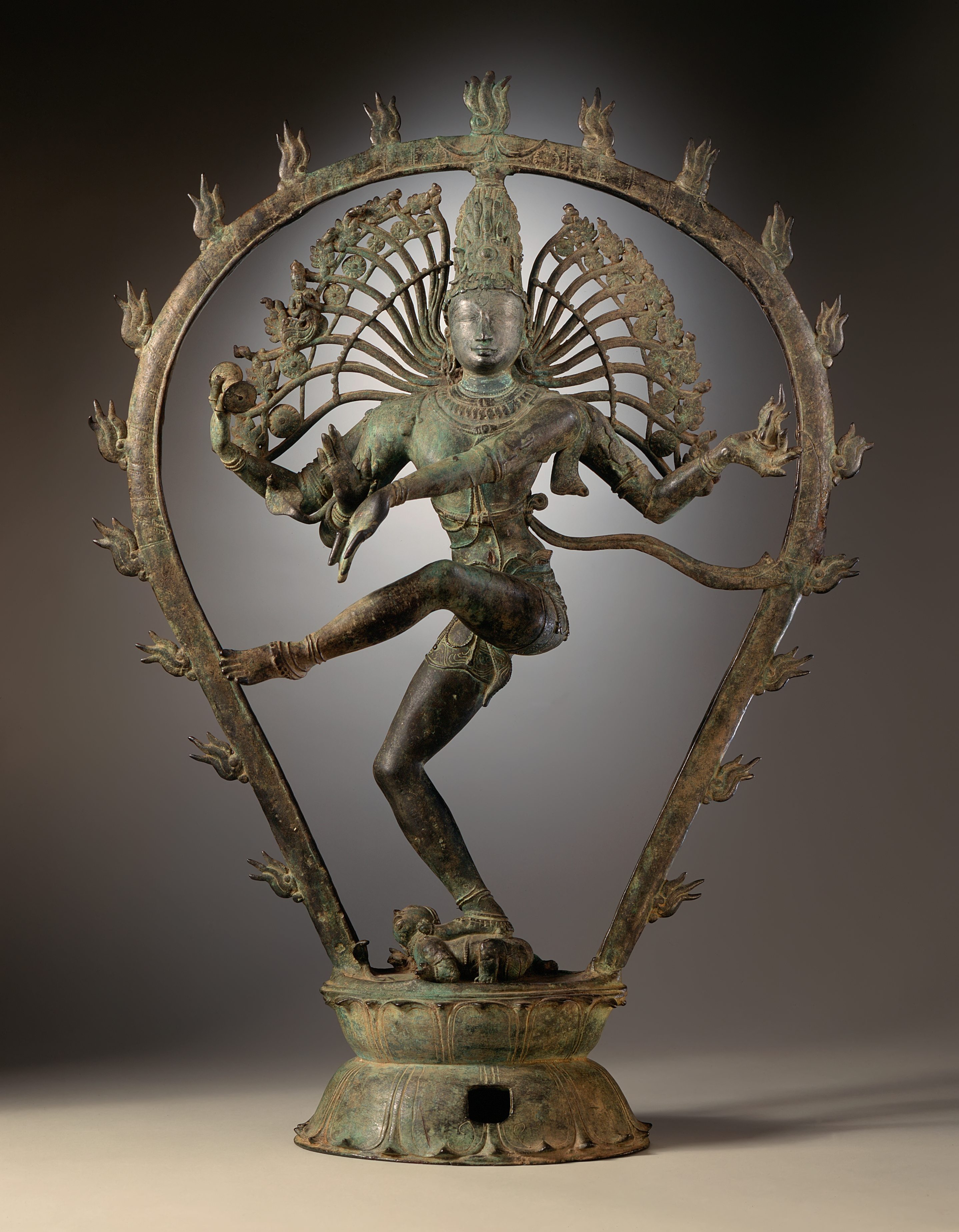
ナタラージャ像

アパスマーラ（Apasmara、阿跋摩羅）は、インド神話に登場する小鬼、邪鬼の類である。名の意味は「無知」である。アパスマーラはシヴァ神の一形態である舞踏神ナタラージャ（Nataraja）に踏みつぶされている像が有名である。
仏教では護法善神で四夜叉の1人阿跋摩羅となった。

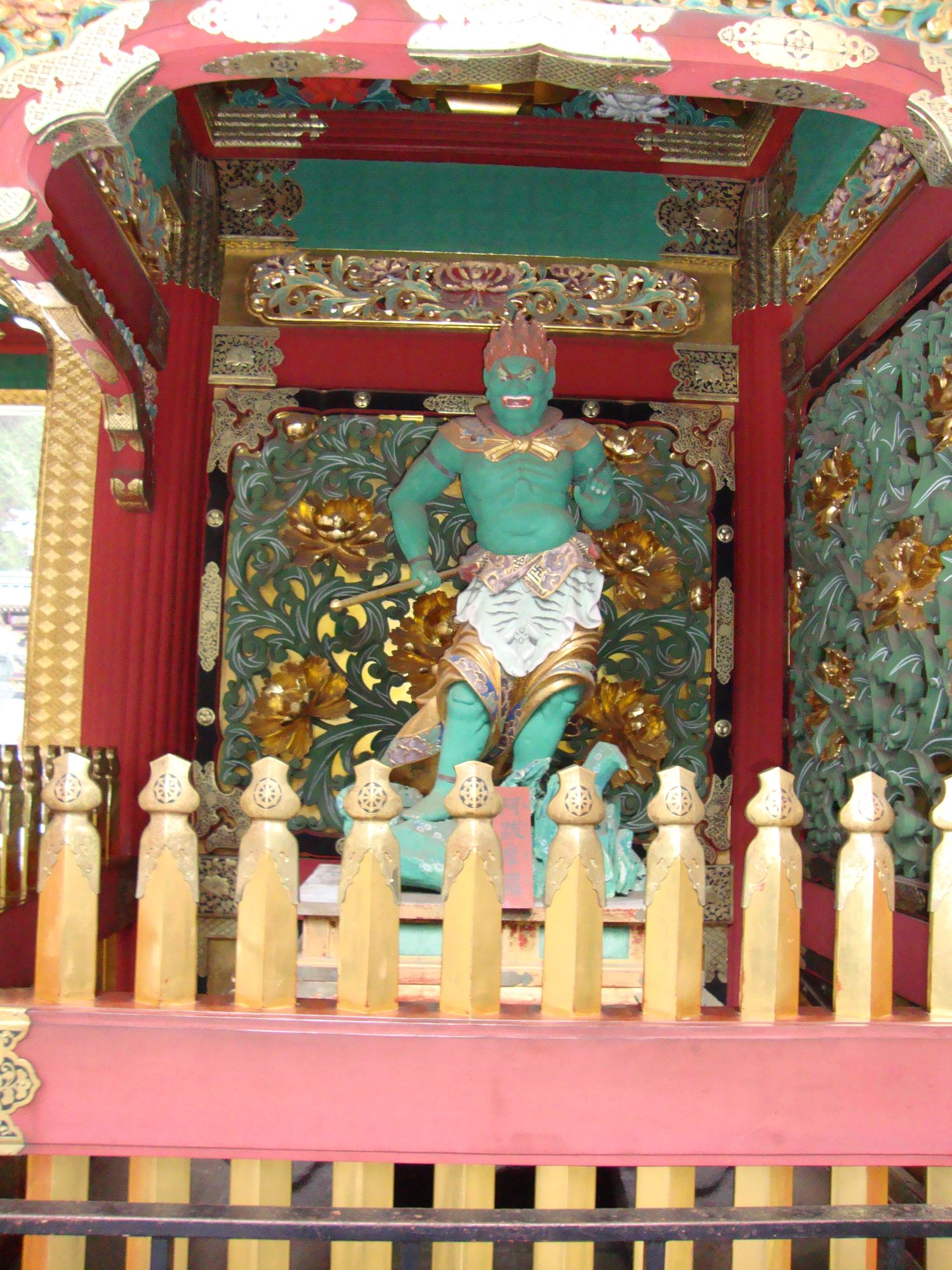
阿跋摩羅（あばつまら）大猷院霊廟夜叉門にて